# Reteporella constricta
Reteporella constricta är en mossdjursart som först beskrevs av Powell 1967.  Reteporella constricta ingår i släktet Reteporella och familjen Phidoloporidae. Inga underarter finns listade i Catalogue of Life.